# Największa obawa matki
Największa obawa matki (ang. Every Mother's Worst Fear) – amerykański telewizyjny thriller z 1998 roku z udziałem Cheryl Ladd i jej córki Jordan oraz znanego z serialu Roswell: W kręgu tajemnic Brendana Fehra.

## Treść
Martha Hoagland (Jordan Ladd) jest szesnastoletnią dziewczyną. Jej rodzice – Connie (Cheryl Ladd) i Jeff (Robert Wisden) niedawno się rozwiedli i matka większość czasu spędza w pracy, a jej chłopak ewidentnie ją oszukuje. Martha zaczyna szukać przyjaciela przez Internet i nawiązuje kontakt z pewnym mężczyzną (Ted McGinley). Nie podejrzewa nawet, że może on być członkiem gangu pedofilów. Gdy Martha znika, jej matka rozpoczyna rozpaczliwe poszukiwania. W sprawę zostaje zaangażowana policja, FBI, a także pewien hacker Alan (Brendan Fehr), który przez Internet stara się trafić na ślad porywaczy.